# Ludovico Carracci

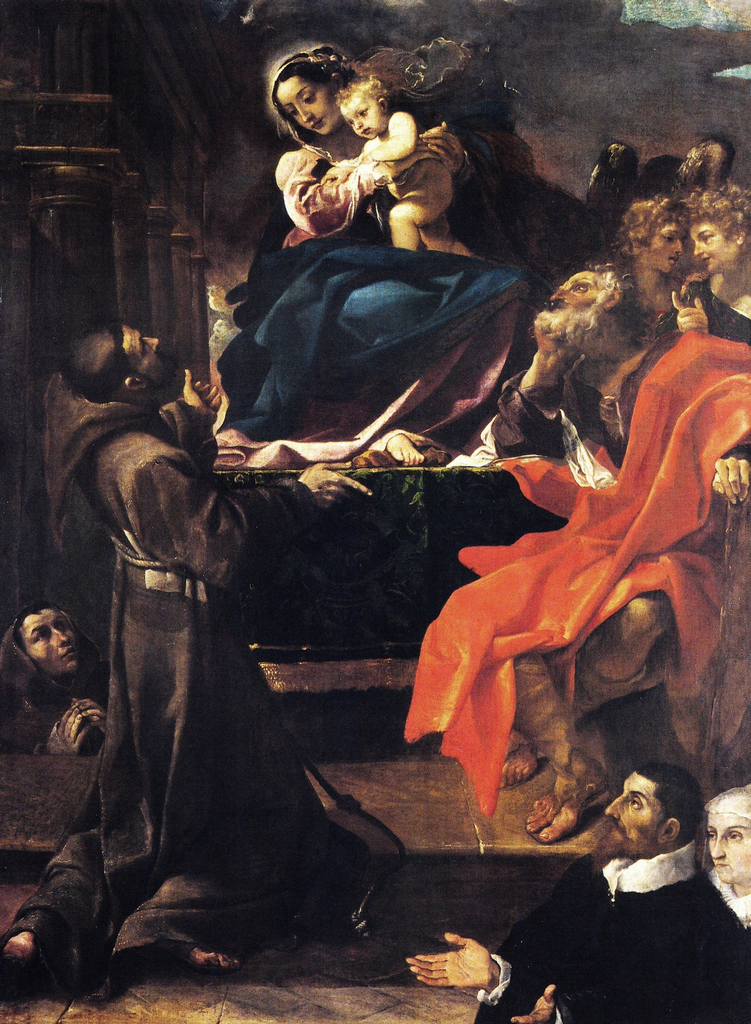
Madonna ze świętymi (1591)

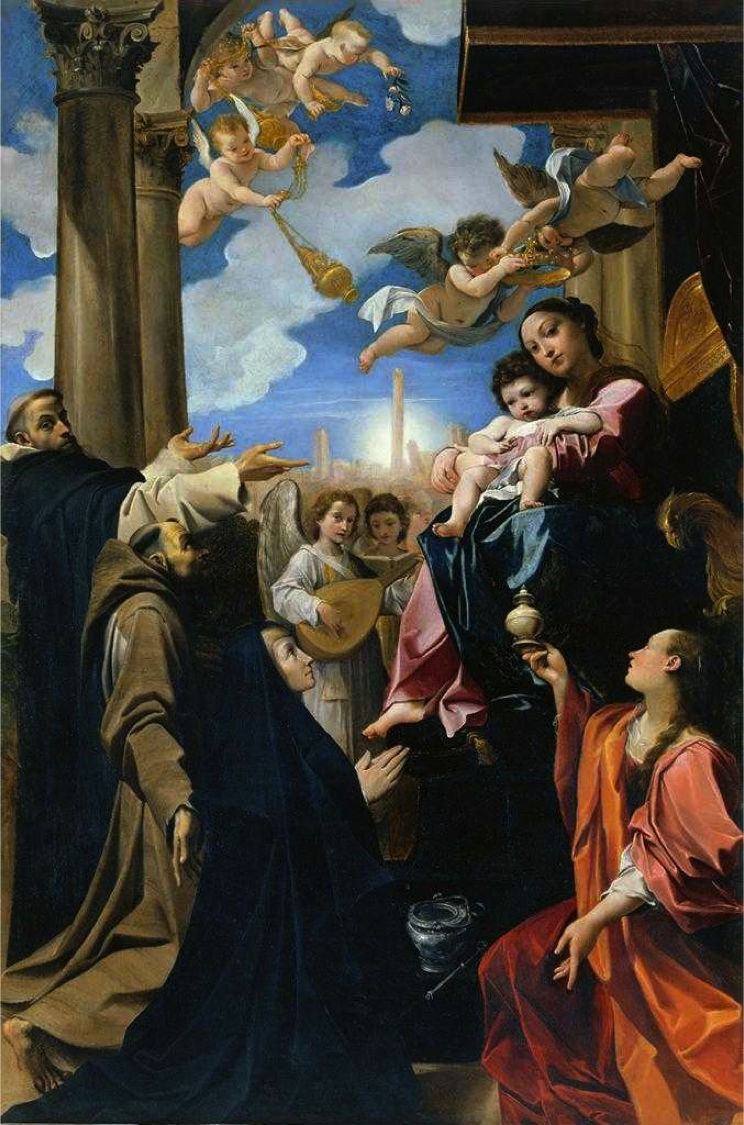
Madonna dei Bargellini (1588)

Lodovico lub Ludovico Carracci (ur. 21 kwietnia 1555 w Bolonii, zm. 13 listopada 1619 tamże) – włoski malarz i rysownik okresu wczesnego baroku, współzałożyciel i dyrektor Akademii Bolońskiej, starszy kuzyn Annibale i Agostina Carraccich.
Był uczniem Prospera Fontany (1512-1597) w Bolonii i Domenica Passignana (1559-1638) we Florencji.
Podróżował do Florencji, Parmy, Piacenzy (1605-6 i 1609), Mantui, Wenecji i Rzymu (1602), ale działał przede wszystkim w swoim rodzinnym mieście. Wraz ze swoimi krewniakami wykonał malowidła ścienne w kilku pałacach bolońskich (Fava, Magnani-Salem, Sampieri-Talon). Był współzałożycielem i dyrektorem Akademii Bolońskiej. Po wyjeździe kuzynów do Rzymu w 1595 kierował nią samodzielnie aż do śmierci. Od 1578 należał do bolońskiego cechu malarzy.
Malował kontrreformacyjne obrazy o głęboko odczuwanej tematyce religijnej, sceny rodzajowe, portrety oraz freski o treści mitologicznej i alegorycznej (m.in. w klasztorze San Michele in Bosco w Bolonii – 1602-1605). Tworzył pod wpływem manierystów m.in. Barocciego oraz kolorystów weneckich Tycjana i Tintoretta.
Uczniami Lodovica byli m.in. jego młodsi kuzyni, Annibale i Agostino.

## Dzieła
- Anioł uwalnia dusze w czyśćcu – ok. 1610, Muzea Watykańskie
- Aniołowie usługujący Chrystusowi na pustyni – 1608-10, 157 × 225 cm, Gemäldegalerie, Berlin
- Biczowanie Chrystusa – 189 × 265 cm, Musée de la Chartreuse, Douai
- Madonna dei Bargellini (Matka Boska z Dzieciątkiem, świętymi i donatorami) – 1588, 282 × 188 cm, Pinacoteca Nazionale, Bolonia
- Madonna z Dzieciątkiem ukazująca się św. Hiacyntowi – 1594, 375 × 223 cm, Luwr, Paryż
- Madonna ze świętymi Franciszkiem i Józefem – 1591, Museo Civico, Cento
- Męczeństwo św. Małgorzaty – 1616, 340 × 200 cm, San Maurizio, Mantua
- Modlitwa w Ogrójcu – ok. 1590 cm, 100 × 114 cm, National Gallery w Londynie
- Nawrócenie św. Pawła – 1587-88, 278 × 170 cm, Pinacoteca Nazionale, Bolonia
- Ofiarowanie w świątyni – ok. 1605, 122 × 92 cm, Muzeum Thyssen-Bornemisza, Madryt
- Opłakiwanie – ok. 1582, Metropolitan Museum of Art, Nowy Jork
- Pietà – 1895, 34,7 × 46 cm, Galleria Nazionale d’Arte Antica, Rzym
- Porcjunkula – 1595-97, 200 × 147 cm, Prado, Madryt
- Sen św. Katarzyny Aleksandryjskiej – ok. 1593, 139 × 110,5 cm, National Gallery of Art, Waszyngton
- Św. Franciszek z Asyżu – 200 × 147 cm, Prado, Madryt
- Trójca Święta z martwym Chrystusem – ok. 1590, 172,5 × 126,5 cm, Muzea Watykańskie
- Wizja św. Franciszka a Asyżu – 1583-86, 103 × 102 cm, National Gallery w Londynie
- Wizja św. Franciszka a Asyżu – 1585, 103 × 102 cm, Rijksmuseum, Amsterdam
- Zaślubiny Marii – ok. 1590, 41 × 32 cm, National Gallery w Londynie
- Zuzanna i starcy – 1616, 146,6 × 116,5 cm, National Gallery w Londynie
- Zwiastowanie – 1585, 210 × 230 cm, Pinacoteca Nazionale, Bolonia
- Zwiastowanie Pańskie – Katedra Świętego Piotra w Bolonii